# Giovanni Paolo Castelli
Giovanni Paolo Castelli dit lo Spadino (Rome, 1659 - Rome, 1730) est un peintre italien qui fut actif essentiellement à Rome.

## Biographie
Giovanni Paolo Castelli provient d'une famille de peintres de natures mortes. Il a été actif à Rome où il a été influencé par Abraham Brueghel. Castelli a peint des tableaux de nature morte, des coupes de fruits et de fleurs. Son style particulier emploie une palette brillante  faisant ressortir les contours des fruits représentés avec minutie.
Giovanni Paolo Castelli est considéré par la critique comme un des plus importants peintres de la nature morte romaine de la fin du XVIIe siècle.
Une douzaine de ses peintures sont conservées à la Pinacothèque civique Fortunato Duranti (en).

## Œuvres
- Coupe de fruits, MFA, Boston,
- Lapin blanc, pommes, grappes et melons dans un paysage,
- Fruits dans une coupe en verre, pinacothèque, Rieti,
- Nature morte au perroquet, musée Fesch, Ajaccio,
- Nature morte aux raisins, fleurs et pastèques dans un paysage, huile sur toile, 69 × 96 cm
- Bacchus à la corbeille de fruits, huile sur toile, 65 × 50 cm
- Nature morte avec grappes, pommes et coings, huile sur toile, 71 × 55 cm
- Nature morte avec raisins, melons, citrouilles, grenades et pêches, huile sur toile, 84 × 77 cm, musée Saint-Loup à Troyes
- Nature morte aux pêches, prunes,
- Grenades, raisin et oiseaux morts, huile sur toile, 31,1 × 41,9 cm
- Grappes de raisin et pêches sur un entablement, paire de toiles, 48 × 39 cm, Vente Piasa, Drouot, Paris le 27 juin 2003[1]. Précédemment attribué à Cerquozzi[2]
- Raisins et pommes, Toile, 15 × 27 cm, Vente Piasa, Paris 9 décembre 2015[3]